# تانيا مونرو
تانيا مونرو (بالإنجليزية: Tanya Monro)‏ هي فيزيائية ومهندسة أسترالية، ولدت في 1973.